# Турсько (Великопольське воєводство)
Турсько (пол. Tursko) — село в Польщі, у гміні Голухув Плешевського повіту Великопольського воєводства.
Населення — 1104 особи (2011).
У 1975-1998 роках село належало до Каліського воєводства.

## Демографія
Демографічна структура станом на 31 березня 2011 року:
|          | Загалом | Допрацездатний вік | Працездатний вік | Постпрацездатний вік |
| -------- | ------- | ------------------ | ---------------- | -------------------- |
| Чоловіки | 544     | 112                | 373              | 59                   |
| Жінки    | 560     | 123                | 304              | 133                  |
| Разом    | 1104    | 235                | 677              | 192                  |